# 우준 빈마
우준빈마(일본어: 優駿牝馬 유슌힌바[*] (실제 발음은 ‘유슌힘바’에 가까움), 영어: Japanese Oaks)는 일본중앙경마회(JRA)가 도쿄 경마장에서 시행하는 중앙경마 G1급 중상경주로, 영국의 오크스 스테이크스를 모델로 만든 것이다.  정상은 내각총리대신상, 일본마주협회연합회회장상을 수상한다.
1938년 영국의 오크스 스테이크스를 모범으로 4세(현 3세) 빈마(암말) 한정의 한신우준빈마(일본어: 阪神優駿牝馬)로 창설되었고, 요코하마 농림성상전 사세호마(현 고월상・동경우준(일본더비)・교토 농림성상전 사세호마(현 국화상)・나카야마 사세빈마특별(현 앵화상)과 함께 일본경마의 클래식 경주를 구성한다. 앵화상은 가장 스피드가 빠른 종빈마를 검정하기 위한 경주로 여겨지는 데 반해, 우준빈마는 스피드와 스태미너를 겸비한 종빈마를 선정하기 위한 레이스로 여겨진다.
창설 당시에는 주행거리가 2700 미터였으나 1940년부터 1942년까지 2450 미터로 시행한 후 1943년부터 2400 미터로 변경했다. 1946년 시행장이 도쿄경마장으로 변경되었고, 이 때 명칭을 지금의 "우준빈마"로 개칭했다. 1965년부터 (오크스)라고 부칭이 붙어 지금에 이른다. 시행 시기는 1952년까지는 추계 시즌이었으나 1953년부터 춘계 시즌으로 변경되었다.
1995년부터 지방경마 소속마가, 2003년부터 외산마가 각각 출주할 수 있게 되었고, 2010년부터는 외국 국적마도 출주 가능한 국제경주가 되었다.

## 역대 대회
| 회차 | 개최일        | 역대 BEST 3           | 역대 BEST 3   | 역대 BEST 3   |
| 우승 | 준우승        | 3위                   |               |               |
| ---- | ------------- | --------------------- | ------------- | ------------- |
| 71회 | 2010. 05. 23. | 아파파네 & 생테밀리옹 | -             | 아그네스 왈츠 |
| 83회 | 2022. 05. 22. | 스타즈 온 어스        | 스터닝 로즈   | 나뮈르        |
| 84회 | 2023. 05. 21. | 리버티 아일랜드       | 하퍼          | 두라          |
| 85회 | 2024. 05. 19. | 체르비니아            | 스텔렌보스    | 라이트백      |
| 86회 | 2025. 05. 25. | 카무냑                | 아르마 벨로체 | 타가노 애비   |